# Winterthurer Sportler/in des Jahres
Die Auszeichnung Winterthurer Sportler/in des Jahres wird seit 2012 jährlich während der im Frühjahr stattfindenden Sportler-Ehrung verliehen, die gemeinsam von der Sportstiftung, dem Panathlon-Club und der Stadt Winterthur durchgeführt werden. Das Preisgeld von 4'000 Fr. wird von der Sportstiftung Winterthur übernommen.

## Ausgezeichnete
| Jahr der Vergabe | Name                                   | Sportart                               | Verein                                 |
| ---------------- | -------------------------------------- | -------------------------------------- | -------------------------------------- |
| 2012             | Roger Rinderknecht                     | BMX                                    | Powerbike Winterthur                   |
| 2013             | Valérie Reggel                         | Leichtathletik                         | LV Winterthur                          |
| 2014             | Amaru Schenkel                         | Leichtathletik                         | LV Winterthur                          |
| 2015             | Taha Serhani                           | Turnen                                 | TV Hegi                                |
| 2016             | David Graf                             | BMX                                    | Powerbike Winterthur                   |
| 2017             | Abassia Rahmani                        | Leichtathletik (Para-Athletin)         | LV Winterthur                          |
| 2018             | Cinzia Tomezzoli                       | Basketball                             | BC Winterthur                          |
| 2019             | Alina Müller                           | Eishockey                              | Northeastern Huskies                   |
| 2020             | Samir Leuppi                           | Schwingen                              | Schwingklub Winterthur                 |
| 2021             | Aufgrund der Corona-Pandemie abgesagt. | Aufgrund der Corona-Pandemie abgesagt. | Aufgrund der Corona-Pandemie abgesagt. |
| 2022             | Simon Marquart                         | BMX                                    | Powerbike Winterthur                   |
| 2023             | Kalle Koblet                           | Snowboardcross                         | Swiss-Ski                              |